# Uchon
Uchon är en kommun i departementet Saône-et-Loire i regionen Bourgogne-Franche-Comté i östra Frankrike. Kommunen ligger i kantonen Mesvres som tillhör arrondissementet Autun. År 2022 hade Uchon 97 invånare.

## Befolkningsutveckling
Antalet invånare i kommunen Uchon
| Referens: INSEE |